# Devonport (Tasmania)
Devonport – miasto w Australii, w stanie Tasmania, przy ujściu rzeki Mersey do Cieśniny Bassa. Zamieszkane przez  21,5 tys. mieszkańców.

## Historia
- 1823 – obszar miasta po raz pierwszy zbadany przez angielskiego kapitana Charles Hardwicke.
- 1981 – Devonport uzyskuje tytuł miasta, nadany przez Karola Mountbatten-Windsor.

## Gospodarka
W mieście rozwinął się przemysł spożywczy, papierniczy oraz cementowy.

## Warunki pogodowe
| Miesiąc                                  | Sty  | Lut  | Mar  | Kwi  | Maj  | Cze  | Lip  | Sie  | Wrz  | Paź  | Lis  | Gru  | Roczna |
| ---------------------------------------- | ---- | ---- | ---- | ---- | ---- | ---- | ---- | ---- | ---- | ---- | ---- | ---- | ------ |
| Średnie temperatury w dzień [°C]         | 21.1 | 21.5 | 20.2 | 17.6 | 15.2 | 13.3 | 12.7 | 13.0 | 14.0 | 15.7 | 17.5 | 19.5 | 16,8   |
| Średnie temperatury w nocy [°C]          | 12.2 | 12.4 | 10.6 | 8.5  | 6.7  | 4.9  | 4.6  | 5.0  | 6.0  | 7.2  | 8.8  | 10.5 | 8,1    |
| Opady [mm]                               | 43.1 | 36.6 | 45.8 | 60.5 | 75.6 | 79.2 | 97.1 | 89.9 | 74.8 | 66.4 | 55.8 | 53.6 | 778,3  |
| Źródło: Bureau of Meteorology 17.05.2009 |      |      |      |      |      |      |      |      |      |      |      |      |        |

## Ważniejsze miejsca
- Port lotniczy Devonport
- The Tasmanian Arboretum

## Galeria

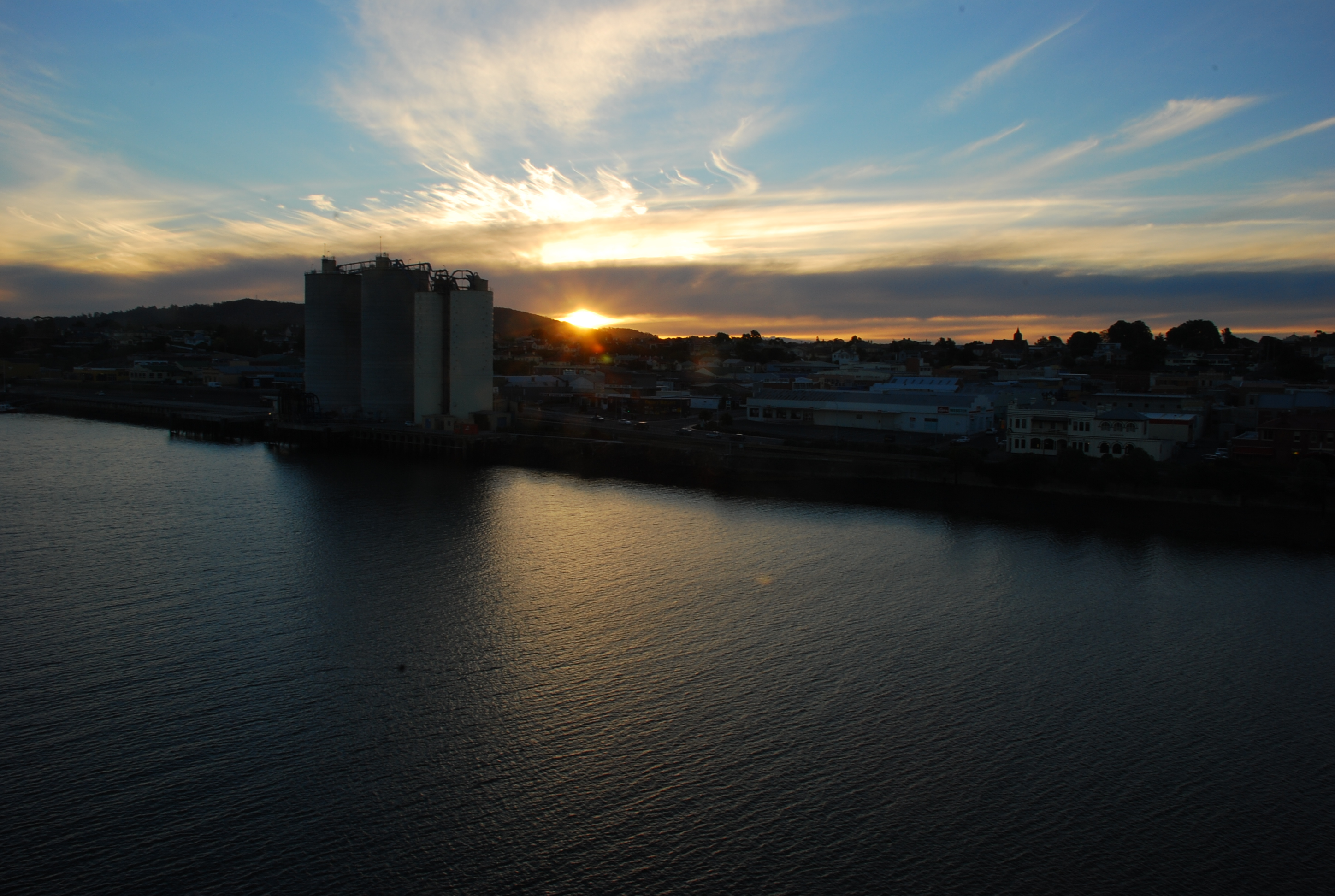
Rzeka Mersey
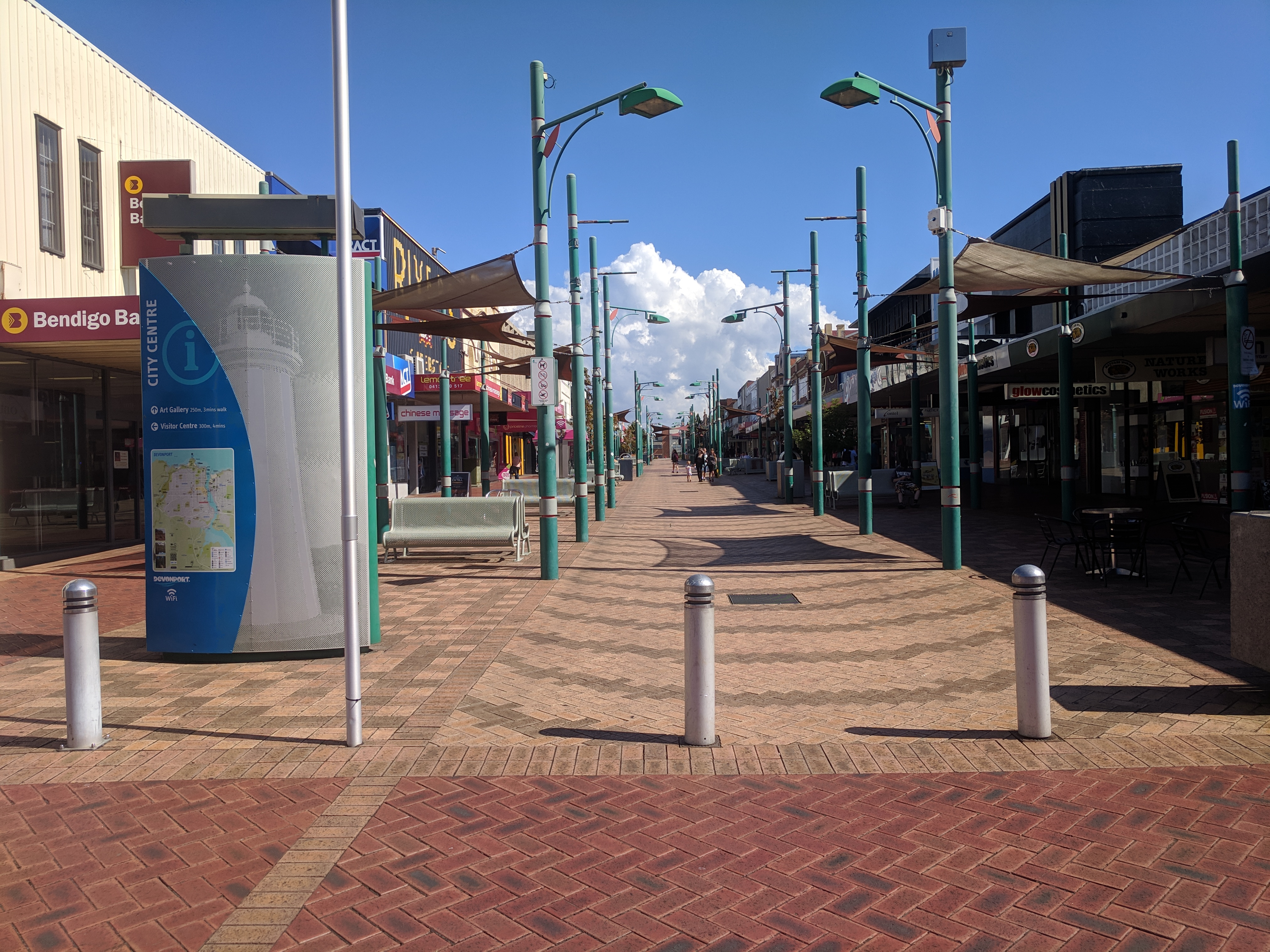
Rooke Street Mall in the CBD of Devonport
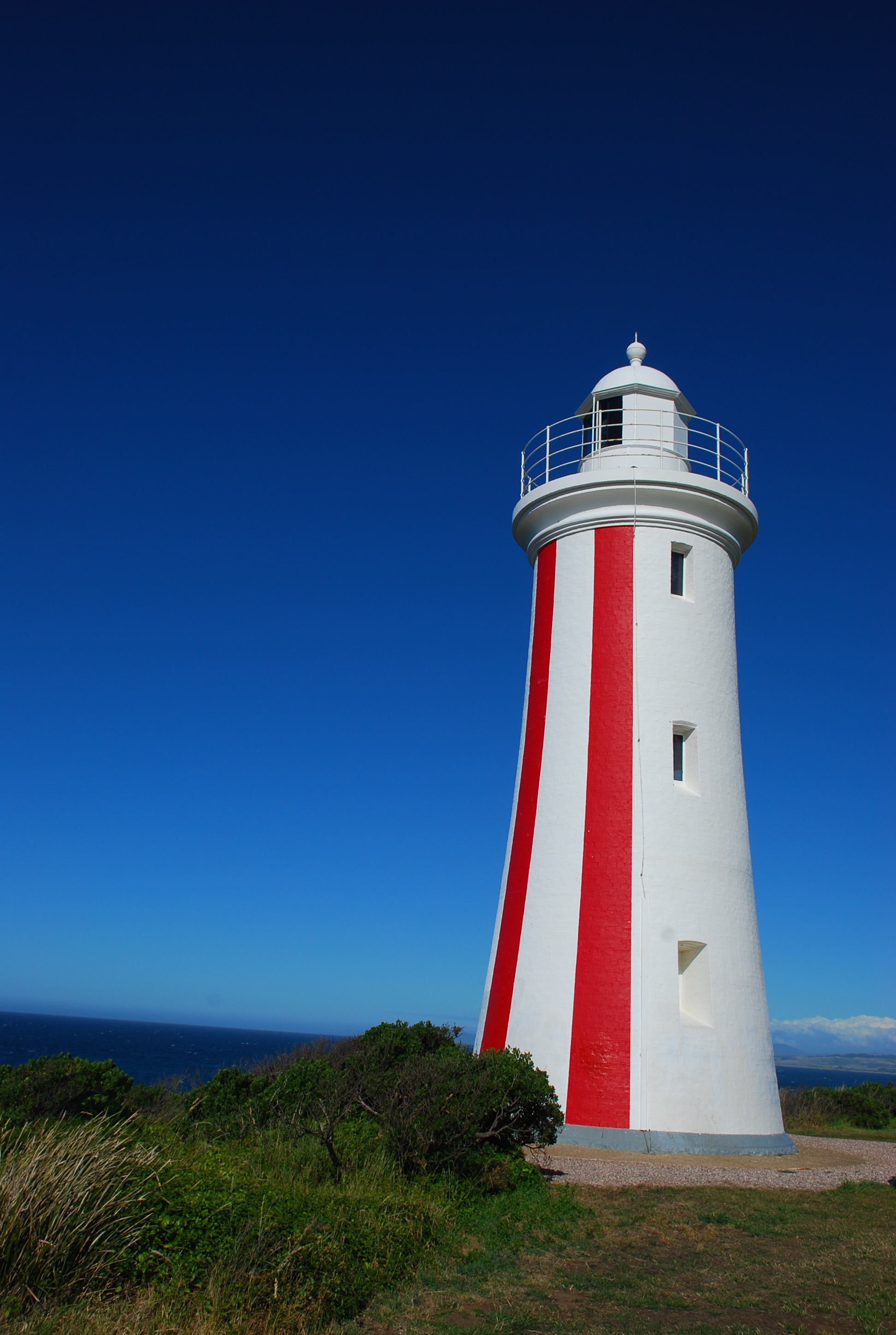
Latarnia Mersey Bluff
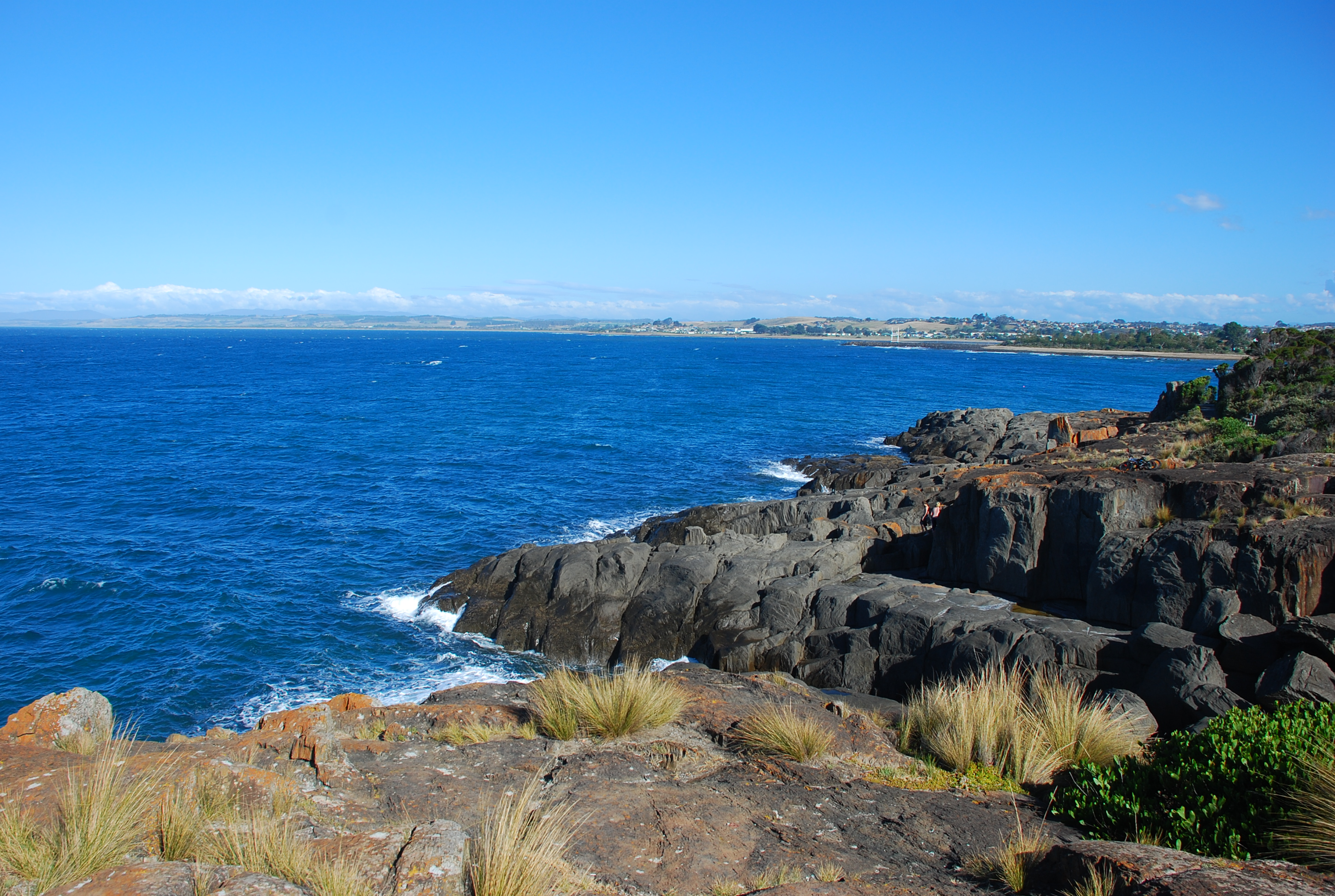
Mersey Bluff

## Miasta partnerskie
- Minamata